# Rimantas Liepa
Rimantas Liepa (* 18. August 1954 in Panevėžys, Litauische Sozialistische Sowjetrepublik) ist ein litauischer Politiker und ehemaliger Bürgermeister von Panevėžys (1997).

## Leben
Nach dem Abitur von 1961 bis 1968 an der 5. Mittelschule Panevėžys absolvierte er von 1968 bis 1973 das Studium am Politechnikum Panevėžys und wurde Elektroingenieur. Von 1975 bis 1981 absolvierte er das Studium an der Abendfakultät Panevėžys der Technischen Universität Kaunas.
Seit 1998 ist er Generaldirektor von UAB „Aukštaitijos vandenys“.
Von 1990 bis 2007 war er Mitglied im Stadtrat Panevėžys' und 1997 auch Bürgermeister der Stadt.
Seit 1993 ist er Mitglied der konservativen Partei Tėvynės sąjunga.